# Aeroportul Național Syros
Aeroportul Național Syros (IATA: JSY, ICAO: LGSO) este un aeroport din Egeea de Sud, Administrația descentralizată a Mării Egee⁠⁠(d), Grecia ce deservește zona Sýros⁠(d). Aeroportul a fost tranzitat în 2022 de 15.885 de pasageri. A fost numit după Demetrios Vikelas.
Situat la o altitudine de 72 m, aeroportul dispune de o singură pistă. Este operat de Hellenic Civil Aviation Authority⁠(d).